# Sydne Mikelle
Sydne Mikelle Widis (* 26. Oktober 1995 in Cypress, Harris County, Texas) ist eine US-amerikanische Schauspielerin.

## Leben
In ihrer Kind- und Jugendzeit war sie erfolgreiche Eiskunstläuferin im Juniorenbereich. Nach ersten kleineren Rollen im Jahr 2016 verkörperte sie 2017 in Destruction: Los Angeles die Tochter des Protagonisten. In den nächsten Jahren folgten weitere Besetzungen in Spielfilmen. 2019 übernahm sie eine der Hauptrollen im Thriller Das Haus der Geheimnisse und war außerdem in einer Nebenrolle im Spielfilm The Witch Next Door und in einer Episodenrolle der Fernsehserie Solve zu sehen.

## Filmografie
- 2016: Ein tödliches Versprechen (Broken Vows)
- 2016: Single by 30 (Fernsehserie, Episode 1x08)
- 2017: Destruction: Los Angeles
- 2017: The House: A Hulu Halloween Anthology (Mini-Serie, Episode 1x03)
- 2018: The Thinning: New World Order
- 2019: The Witch Next Door
- 2019: Das Haus der Geheimnisse (Max Winslow and the House of Secrets)
- 2019: Solve (Fernsehserie, Episode 9x78)